# سماوي فاتح (بيبي بلو)
السماوي الفاتح (بالإنجليزية: Baby Blue)‏ هو درجة من درجات اللون من اللازوردي، أحد ألوان الباستيل.
أول استخدام مسجل للون السمائي الفاتح كإسم لوني باللغة الإنجليزية كان عام 1892.

## الدرجات المختلفة من اللون السمائي الفاتح

### الأزرق الجميل
الأزرق الجميل (بالفرنسية: Beau Blue)‏ هو درجة فاتحة من اللون الأزرق الفاتح. تعني كلمة "Beau" بالفرنسية «جميل».
مصدر هذا اللون هو اللون الذي يسمى الأزرق الجميل في نظام ألوان Plochere، وهو نظام ألوان تم صياغته في عام 1948 ويستخدم على نطاق واسع من قبل مصممي الديكور الداخلي.

### لون العيون السماوي الفاتح
لون عيون السماوي الفاتح (بالإنجليزية: Baby blue eyes)‏ هو درجة غنية من اللون السماوي الفاتح.
مصدر هذا اللون هو اللون الذي يسمى لون العيون السماوية الفاتح في نظام ألوان Plochere ، وهو نظام ألوان تم صياغته في عام 1948 ويستخدم على نطاق واسع من قبل مصممي الديكور الداخلي. 

## السماوي الفاتح في الثقافة الإنسانية

### الأدوار الجندرية
في الحضارة الغربية، غالباً ما يرتبط اللون السماوي الفاتح بالذكور الصغار، كما يرتبط الوردي الفاتح بالإناث الصغار. خصوصا فيما يخص الملابس والأحذية والأغطية المخصصة للأطفال حديثي الولادة.

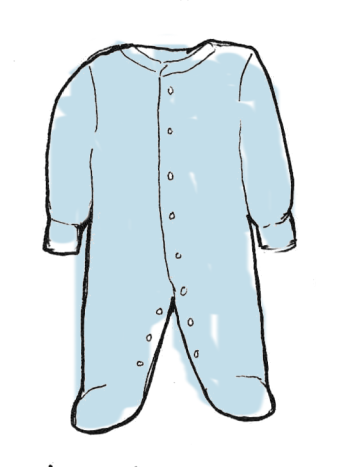
ملابس أولاد حديثي الولادة باللون السمائي الفاتح

### أعلام
- السماوي الفاتح هو اللون الرسمي المستخدم في علم الأرجنتين.